# Килетр
Килетр (фр. Culètre) насеље је и општина у источном делу централне Француске у региону Бургоња, у департману Златна обала која припада префектури Бон.
По подацима из 2011. године у општини је живело 84 становника, а густина насељености је износила 15,03 становника/km². Општина се простире на површини од 5,59 km². Налази се на средњој надморској висини од 400 метара (максималној 476 m, а минималној 384 m).

## Демографија
| 1962. | 1968. | 1975. | 1982. | 1990. | 1999. | 2011. |
| ----- | ----- | ----- | ----- | ----- | ----- | ----- |
| 99    | 108   | 85    | 70    | 67    | 51    | 84    |

График промене броја становника у току последњих година